# Megachile addenda
Megachile addenda är en biart som beskrevs av Cresson 1878. Megachile addenda ingår i släktet tapetserarbin, och familjen buksamlarbin. Inga underarter finns listade i Catalogue of Life.